# 巴瓦科阿斯 (阿拉瓜州)
9°29′0″N 66°58′34″W / 9.48333°N 66.97611°W
巴瓦科阿斯（西班牙語：Barbacoas），是委內瑞拉的城鎮，位於該國北部阿拉瓜州，是烏達內塔市的首府，始建於1712年，海拔高度557米，居民主要從事水泥和牧牛業，人口16,469。